# 昆士蘭奧氏擬雀鯛
昆士蘭奧氏擬雀鯛，為輻鰭魚綱鱸形目鱸亞目擬雀鯛科的一種，分布於中西太平洋澳洲昆士蘭海域，深度10-20公尺，為熱帶海水魚，本魚體色多變，雄魚身體前半部多紅色，後半部紫色，背鰭、臀鰭與尾鰭藍色；雌魚有一個淺灰色的頭部，橘黃色在側邊上，身體前部的上半部有5-6條褐色橫帶，魚鰭淡紅色，體長可達15公分，棲息在珊瑚礁區，生活習性不明，可做為觀賞魚。

## 擴展閱讀
維基物種上的相關：昆士蘭奧氏擬雀鯛